# Hackett (Arkansas)
Hackett – miasto w Stanach Zjednoczonych, w stanie Arkansas, w hrabstwie Sebastian.